# Montmorillon
Montmorillon è un comune francese di 6 155 abitanti situato nel dipartimento della Vienne nella regione della Nuova Aquitania.

## Società

### Evoluzione demografica
Abitanti censiti

## Amministrazione

### Gemellaggi
- Wadern, dal 1968[senza fonte]
- Medina del Campo, dal 1994[senza fonte]
- Safané, dal 1997[senza fonte]
- Gościno, dal 2003[senza fonte]
- Putna, dal 2013[2]